# 1990 QA2
1990 QA2 är en asteroid i huvudbältet som upptäcktes den 22 augusti 1990 av den amerikanske astronomen Henry E. Holt vid Palomarobservatoriet.
Asteroiden har en diameter på ungefär 6 kilometer.